# Handerovîțea, Muncaci
Handerovîțea (în ucraineană Гандеровиця) este un sat în comuna Stanovo din raionul Muncaci, regiunea Transcarpatia, Ucraina.

## Demografie
Componența lingvistică a localității Handerovîțea
     Ucraineană (98,94%)
     Rusă (1,06%)
Conform recensământului din 2001, majoritatea populației localității Handerovîțea era vorbitoare de ucraineană (98,94%), existând în minoritate și vorbitori de rusă (1,06%).